# Talun Kenas
Talun Kenas is een bestuurslaag in het regentschap Deli Serdang van de provincie Noord-Sumatra, Indonesië. Talun Kenas telt 2600 inwoners (volkstelling 2010).